# Régiment de Bassigny (1684-1749)
Pour l’article homonyme, voir Régiment de Bassigny (homonymie).
Le régiment de Bassigny est un régiment d’infanterie du royaume de France créé en 1684 et incorporé dans le régiment Royal-Comtois et le régiment des Grenadiers de France en 1749.

## Création et différentes dénominations
- 27 septembre 1684 : création du régiment de Bassigny
- 10 février 1749 : incorporé dans le régiment Royal-Comtois sauf les grenadiers dans le régiment des Grenadiers de France

## Colonels et mestres de camp
- 27 septembre 1684 : Louis, comte de Mailly
- 3 septembre 1702 : Anne Jacques de Bullion, marquis de Fervacques, brigadier le 29 mars 1710, maréchal de camp le 1er février 1719, lieutenant général des armées du roi le 1er mars 1738, † 23 avril 1745
- 15 mars 1705 : Jean François de Creil-Nancré, marquis de Creil
- 18 septembre 1730 : Jean-Baptiste François de Villemur-Rieutort, marquis de Villemur, brigadier le 18 octobre 1734, maréchal de camp le 1er janvier 1740, lieutenant général des armées du roi le 2 mai 1744
- 21 février 1740 : Emmanuel Louis Auguste, chevalier de Pons puis comte de Pons Saint-Maurice, brigadier le 27 juillet 1746, déclaré maréchal de camp en décembre 1748 par brevet expédié le 10 mai, lieutenant général des armées du roi le 17 décembre 1759

## Historique des garnisons, combats et batailles du régiment
- 1734 : bataille de San Pietro
- 1738-1740 : campagne de Corse

## Drapeaux
3 drapeaux dont un blanc colonel, et 2 d’ordonnance, « taffetas changeant, rouges & aurores, & verts & aurores en ziguezague dans les 4 quarrez par oppoſition, & croix blanches ».

Drapeau d’ordonnance
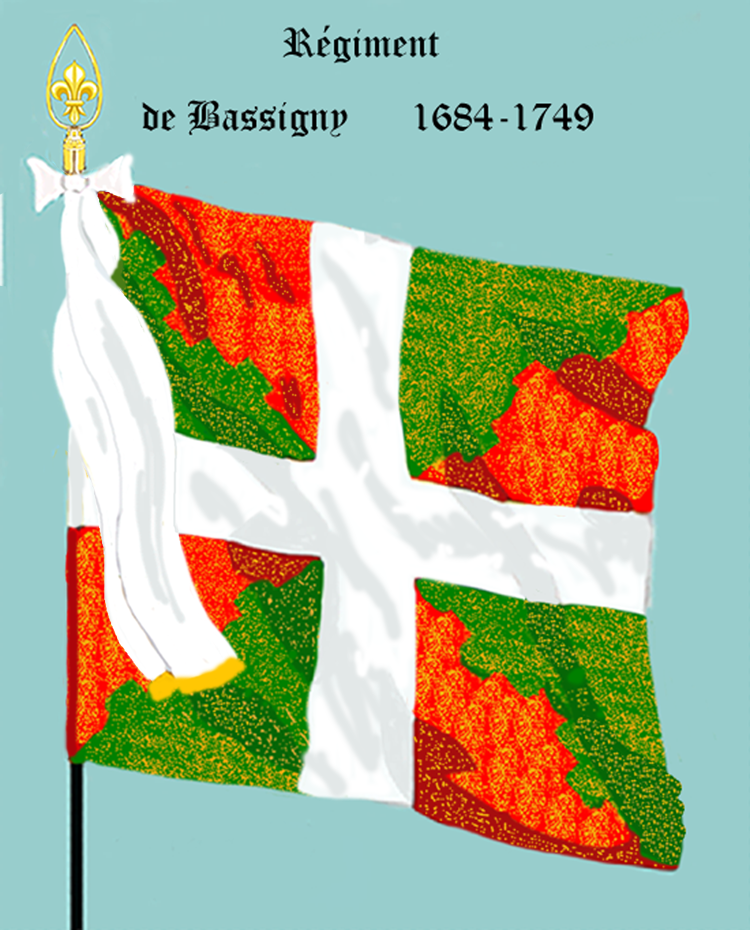
régiment de Bassigny de 1684 à 1749

## Habillement

Uniformes du régiment de Bassigny
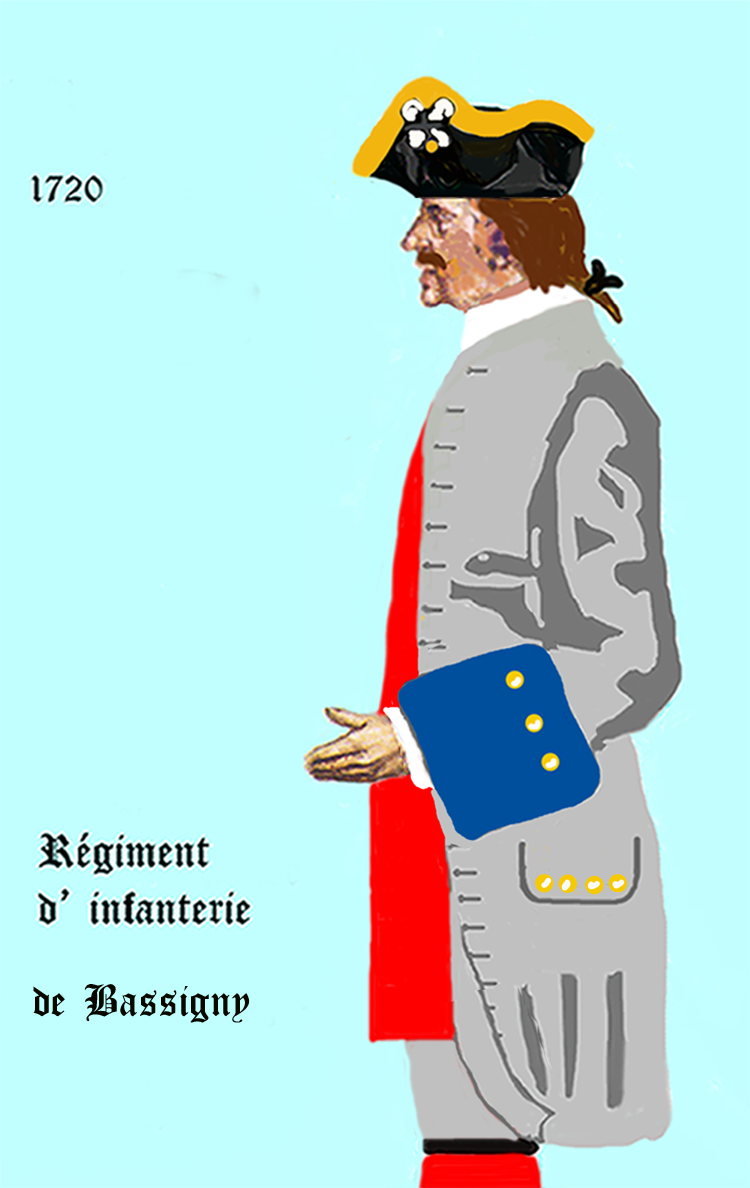
de 1720 à 1734
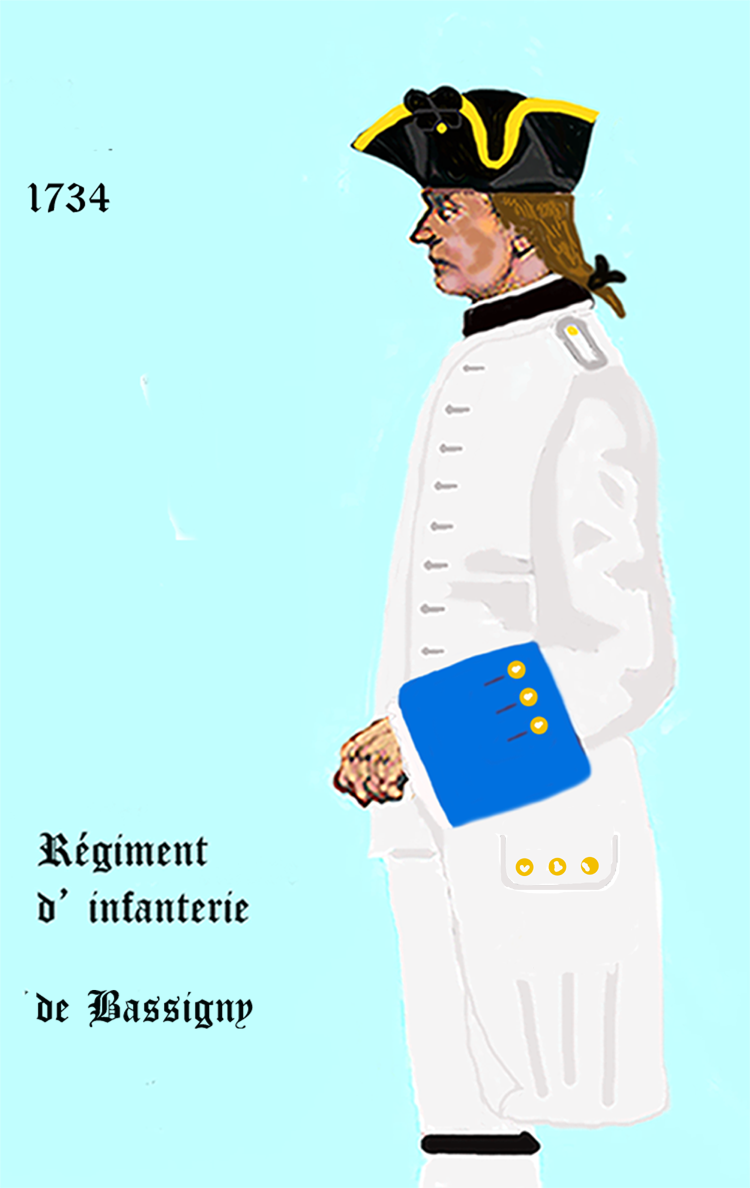
de 1734 à 1749